# Улица Наки Исанбета
Улица Наки́ Исанбе́та (тат. Нәкый Исәнбәт урамы, Näqi İsänbät uramı) — улица в Советском районе Казани, в историческом районе Клыковка. Названа в честь писателя Наки Исанбета.

## География
Начинаясь от перекрёстка с Гвардейской улицей, заканчивается пересечением с улицей Седова. Ближайшая параллельная улица ― Степана Разина.

## История
Возникла до революции на Клыковской стройке как Поперечно-Генеральная улица. Протоколом Ново-Клыковского сельсовета № 12/2 от 14 октября 1922 года она была переименована в улицу Революции..
По состоянию на вторую половину 1930-х годов, на улице имелось около 35 домовладений: №№ 1–41 по нечётной стороне и №№ 2–24 по чётной стороне, все частные. На тот момент улица начиналась от улицы Красной Позиции и пересекала улицы Авиахима, Хозяйственная, Кукморская и Клыковская.
Застройка улицы малоэтажными сталинками и прочими многоквартирными домами происходила в основном в 1950-х – 1970-х годах, значительная их часть являлась ведомственными; по чётной стороне улицы были построены дома Казанской КЭЧ, имеющие адресацию по Гвардейской улице. Немногим позже, вся застройка улицы западнее Гвардейской улицы была снесена, попав в зону многоэтажной застройки микрорайона № 2 Советского района, и на этом отрезке она перестала существовать.
16 июля 2005 года улице было присвоено современное название.
После вхождения Клыковской стройки в состав Казани, административно относилась к 3-й городской части. После введения в городе деления на административные районы входила в состав Бауманского (до 1935) и Советского (до 1957 года Молотовского, с 1935) районов.

## Объекты
- № 43 ― жилой дом завода продтоваров.[19]
- № 49, 51, 53 ― жилые дома стройтреста № 2 Главтатстроя.[19]
- № 55 — жилой дом Татарского транспортного управления.[20]

## Транспорт
Общественный транспорт по улице не ходит. Ближайшие остановки общественного транспорта — «Кафе „Сирень“» (автобус, троллейбус, трамвай) на Гвардейской улице. 